# IVe gouvernement provisoire portugais
IIIe République
IIe provisoire Ier constitutionnel
Le IVe gouvernement provisoire de la République portugaise a pris ses fonctions le 26 mars 1975. Il était dirigé par le Premier ministre sortant Vasco Gonçalves. Son mandat a pris fin le 8 août 1975.

## Composition
Premier ministre, M. Vasco Gonçalves

### Ministres sans portefeuille
- M. Álvaro Cunhal
- M. Joaquim Magalhães Mota
- M. Francisco Pereira de Moura
- M. Mário Soares

### Ministres
- Ministre de la Défense nationale, M. Silvano Ribeiro
- Ministre de la Coordination interterritoriale, M. António de Almeida Santos
- Ministre de l'Intérieur, M. António Arnão Metelo
- Ministre de la Justice, M. Francisco Salgado Zenha
- Ministre des Affaires étrangères, M. Ernesto Melo Antunes
- Ministre des Finances, M. José Joaquim Fragoso
- Ministre du Plan et de la Coordination économique, M. Mário Murteira
- Ministre de l'Equipement social et de l'Environnement, M. José Augusto Fernandes
- Ministre de l'Éducation et de la Culture, M. José Emílio da Silva
- Ministre de l'Agriculture et des Pêches, M. Fernando Oliveira Baptista
- Ministre du Commerce extérieur, M. José da Silva Lopes
- Ministre de l'Industrie et de la Technologie, M. João Cravinho
- Ministre des Transports et des Communications, M. Álvaro Veiga de Oliveira
- Ministre du Travail, M. José Inácio da Costa Martins
- Ministre des Affaires sociales, M. Jorge Sá Borges
- Ministre de la Communication sociale, M. Jorge Correia Jesuíno